# András Jeles

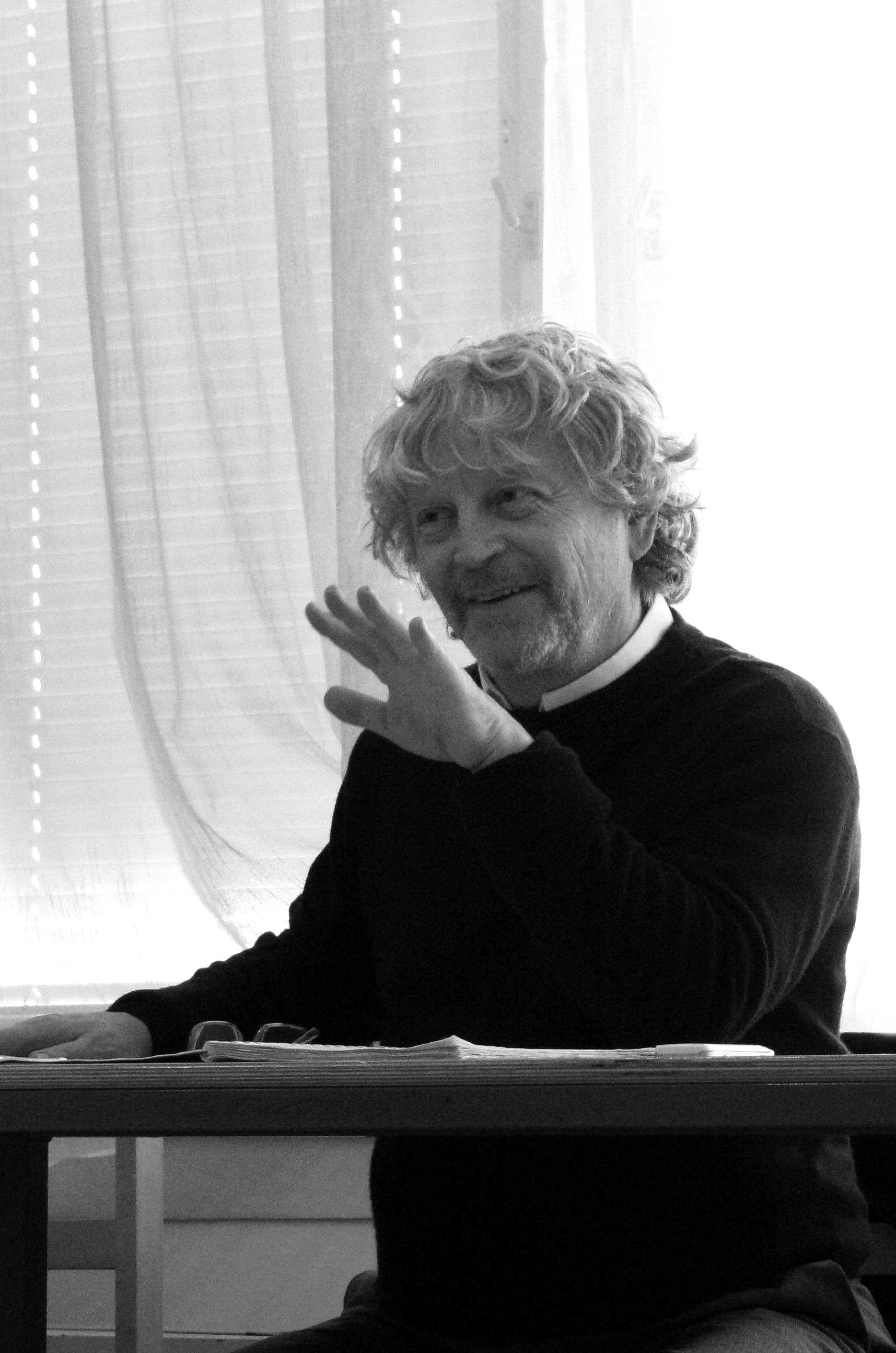
András Jeles

András Jeles (* 27. März 1945 in Jászberény) ist ein ungarischer Filmregisseur.

## Leben
András Jeles studierte zunächst Literatur und Filmregie, ehe er mehrere Kurzfilme und zwei Fernsehspiele drehte. Ab 1974 war er Mitarbeiter der Mafilm-Studios. Der kleine Valentino war sein erster abendfüllender Spielfilm, der auf dem 10. Internationalen Forum des Jungen Films auf der Berlinale vorgestellt wurde.
A kis Valentino (Alternativtitel) handelt vom 20-jährigen LKW-Fahrer Laszlo inmitten der Stadt Budapest. Anstatt das ihm anvertraute Geld auf der Bank einzuzahlen, beschließt Laszlo, das Geld einfach zu verpulvern. Er macht davon Einkäufe und unternimmt ausgedehnte Taxifahrten. Auch seiner kranken Mutter will er mit einem Tablett voller Kuchen eine Freude machen. Am Mittag speist er allein im Hilton-Hotel. Später trifft er auf einen alten Schulkameraden. Bei ihrem Saufgelage in einem Ausflugslokal kommt es zur Schlägerei mit dem Kellner, von dem er sich betrogen fühlt. Noch vor der eintreffenden Polizei muss Laszlo fliehen. Sein Tagesausflug endet in einem Budapester Vergnügungspark damit, dass er sich der Polizei stellt.
Jeles’ zweiter Spielfilm aus dem Jahr 1984 ist eine bizarre Bibelfantasie, in der ausschließlich Kinder im Alter von acht bis 14 Jahren die Hauptrollen spielen.
Der 1977 geborene László Nemes Jeles ist sein Sohn.

## Filmografie (Auswahl)
- 1979: Little Valentino (A Kis Valentinó)
- 1984: The Annunciation (Angyali üdvözlet)
- 1989: Álombrigád
- 1993: Senkiföldje
- 2012: Magyarország 2011
- 2018: A rossz árnyék

## Quelle
- Programmheft 10. Internationales Forum des Jungen Films, 19.–29. Februar 1980, S. 28.